# Nephele rosae
Nephele rosae là một loài bướm đêm thuộc họ Sphingidae. Nó được tìm thấy ở Africa.
Chiều dài cánh trước là 40–45 mm. Nó rất giống với loài Nephele oenopion nhưng lớn hơn.

## Phụ loài
- Nephele rosae rosae (forest and woodland from Sierra Leone to Angola and Uganda)
- Nephele rosae illustris Jordan, 1920 (South Africa and Mozambique to Zimbabwe, Zambia, Malawi, Tanzania and bờ biển của Kenya)